# HD 16060
HD 16060，又名BD+06 392，SAO 110625、HR 751，是一颗恒星，视星等为6.18，位于銀經162.6，銀緯-47.26，其B1900.0坐标为赤經2h 29m 46.3s，赤緯+7° -47.26′ 10″。